# Danh sách đại diện Mỹ tại các cuộc thi sắc đẹp quốc tế
Đây là danh sách các đại diện của nước Mỹ tại các cuộc thi sắc đẹp quốc tế lớn.
Hoa hậu Hoàn vũ là cuộc thi bắt nguồn từ nước Mỹ và đại diện của cuộc thi này luôn là người chiến thắng tại Miss USA (Hoa hậu Mỹ). Hai cuộc thi này cùng thuộc Tổ chức Hoa hậu Hoàn vũ.
Trong khi đó, các đại diện của Mỹ tại Hoa hậu Thế giới được lựa chọn bởi các đại diện khác nhau. Đáng chú ý là từ giai đoạn từ năm 1953 đến năm 1957 và từ năm 1981 đến 1991, Tổ chức Hoa hậu Hoàn vũ từng nắm bản quyền và gửi Á hậu 1 tại cuộc thi Miss USA tham dự Hoa hậu Thế giới. Công ty người mẫu Elite Models chọn thí sinh dự thi trong giai đoạn 2007-2011. Từ năm 2017, cuộc thi America's Miss World (Hoa hậu Thế giới Mỹ) sẽ đảm nhận việc tuyển chọn thí sinh.
Đại diện của Mỹ tại Hoa hậu Quốc tế là cuộc thi Miss U.S. International (Hoa hậu Quốc tế Mỹ), tại Hoa hậu Trái Đất là cuộc thi Miss Earth United States và bây giờ được đổi tên thành Miss Earth USA (Hoa hậu Trái Đất Mỹ). Các cuộc thi quốc tế khác như Hoa hậu Siêu quốc gia và Hoa hậu Hòa bình Quốc tế cũng có những cuộc thi riêng để lựa chọn thí sinh.
Cần lưu ý là mục Quê quán dưới đây có thể không trùng với dải băng tiểu bang mà họ đại diện vì các thí sinh sinh ra và lớn lên ở tiểu bang này có thể đi tới tiểu bang khác và tham gia cuộc thi của cấp tiểu bang đó.
Chú thích: 
- : Chiến thắng
- : Thứ hạng cao (Top 3)
- : Lọt vào chung kết/bán kết/tứ kết

## Cuộc thi quốc tế dành cho nữ giới

### Miss World-Hoa hậu Thế giới
| Năm                    | Hoa hậu Thế giới Mỹ                         | Quê quán                                    | Thứ hạng | Giải thưởng phụ                                                                  |
| ---------------------- | ------------------------------------------- | ------------------------------------------- | --- | -------------------------------------------------------------------------------- |
| 1951                   | Annette Gibson                              | Kentucky                                    | Không đạt giải | Không                                                                            |
| 1952                   | Tally Richards                              | New York                                    | Á hậu 4 | Không                                                                            |
| 1953                   | Mary Kemp Griffin                           | South Carolina                              | Không đạt giải | Không                                                                            |
| 1954                   | Karin Hultman                               | New York                                    | Á hậu 1 | Không                                                                            |
| 1955                   | Margaret Anne Haywood                       | Arkansas                                    | Á hậu 1 | Không                                                                            |
| 1956                   | Betty Lane Cherry                           | South Carolina                              | Á hậu 1 | Không                                                                            |
| 1957                   | Charlotte Sheffield                         | Utah                                        | Không đạt giải | Không                                                                            |
| 1958                   | Nancy Anne Corcoran                         | New York                                    | Không đạt giải | Không                                                                            |
| 1959                   | Loretta Powell                              | Connecticut                                 | Không đạt giải | Không                                                                            |
| 1960                   | Judith Ann Achter                           | Missouri                                    | Á hậu 4 | Không                                                                            |
| 1961                   | Jo Ann Odum                                 | West Virginia                               | Top 7 | Không                                                                            |
| 1962                   | Amadee Chabot                               | California                                  | Không đạt giải | Không                                                                            |
| 1963                   | Michele Bettina Metrinko                    | New York                                    | Top 14 | Không                                                                            |
| 1964                   | Jeanne Marie Quinn                          | New York                                    | Top 16 | Không                                                                            |
| 1965                   | Dianna Lynn Batts                           | Washington, D.C.                            | Á hậu 1 | Không                                                                            |
| 1966                   | Denice Estelle Blair                        | Utah                                        | Top 7 | Không                                                                            |
| 1967                   | Pamela Valari Pall                          | California                                  | Top 15 | Không                                                                            |
| 1968                   | Johnine Leigh Avery                         | Washington                                  | Không đạt giải | Không                                                                            |
| 1969                   | Gail Renshaw                                | Virginia                                    | Á hậu 1 | Không                                                                            |
| 1970                   | Sandra Anne Wolsfeld                        | Illinois                                    | Top 15 | Không                                                                            |
| 1971                   | Karen Brucene Smith                         | Texas                                       | Top 7 | Không                                                                            |
| 1972                   | Lynda Carter                                | Arizona                                     | Top 15 | Không                                                                            |
| 1973                   | Marjorie Wallace                            | Indiana                                     | Hoa hậu Thế giới (bị tước vương miện vì dính vào scandal hẹn hò với nam diễn viên đã có vợ. Tuy nhiên, lịch sử vẫn ghi nhận cô là một Hoa hậu Thế giới) | Không                                                                            |
| 1974                   | Terry Ann Browning                          | Florida                                     | Á hậu 4 | Không                                                                            |
| 1975                   | Annelise Ilschenko                          | Ohio                                        | Không đạt giải | Không                                                                            |
| 1976                   | Kimberly Marre Foley                        | Michigan                                    | Không đạt giải | Không                                                                            |
| 1977                   | Cindy Darlene Miller                        | Virginia                                    | Á hậu 4 | Không                                                                            |
| 1978                   | Debra Jean Freeze                           | North Carolina                              | Top 15 | Không                                                                            |
| 1979                   | Carter Wilson                               | Virginia                                    | Top 15 | Không                                                                            |
| 1980                   | Brooke Alexander                            | Hawaii                                      | Top 7 | Không                                                                            |
| 1981                   | Lisa Lynn Moss                              | Louisiana                                   | Top 7 | Không                                                                            |
| 1982                   | Della Dolan                                 | Texas                                       | Top 7 | Không                                                                            |
| 1983                   | Lisa Gayle Allred                           | Texas                                       | Top 7 | Không                                                                            |
| 1984                   | Kelly Lea Anderson                          | West Virginia                               | Top 7 | Không                                                                            |
| 1985                   | Brenda Denton                               | New Mexico                                  | Á hậu 2 | Nữ hoàng sắc đẹp châu Mỹ                                                         |
| 1986                   | Halle Berry                                 | Ohio                                        | Top 7 | Không                                                                            |
| 1987                   | Clotilde Cabrera                            | Florida                                     | Không đạt giải | Không                                                                            |
| 1988                   | Diana Magaňa                                | California                                  | Top 10 | Không                                                                            |
| 1989                   | Jill Renee Scheffert                        | Oklahoma                                    | Top 10 | Không                                                                            |
| 1990                   | Gina Tolleson                               | South Carolina                              | Hoa hậu Thế giới | Nữ hoàng sắc đẹp châu Mỹ                                                         |
| 1991                   | Charlotte Ray                               | New Jersey                                  | Top 10 | Không                                                                            |
| 1992                   | Sharon Belden                               | Florida                                     | Top 10 | Không                                                                            |
| 1993                   | Maribeth Brown                              | Massachusetts                               | Top 10 | Không                                                                            |
| 1994                   | Kristie Harmon                              | Georgia                                     | Không đạt giải | Không                                                                            |
| 1995                   | Jill Ankuda                                 | Texas                                       | Không đạt giải | Không                                                                            |
| 1996                   | Kelly Webber                                | Texas                                       | Không đạt giải | Không                                                                            |
| 1997                   | Sallie Toussaint                            | New York                                    | Top 10 | Nữ hoàng sắc đẹp châu Mỹ                                                         |
| 1998                   | Shauna Gambill                              | California                                  | Top 10 | Không                                                                            |
| 1999                   | Natasha Allas                               | California                                  | Top 10 | Không                                                                            |
| 2000                   | Angelique Breaux                            | California                                  | Top 10 | Không                                                                            |
| 2001                   | Carrie Stroup                               | North Carolina                              | Không đạt giải | Không                                                                            |
| 2002                   | Rebekah Chantay Revels                      | North Carolina                              | Top 10 | Không                                                                            |
| 2003                   | Kimberly Harlan                             | Georgia                                     | Không đạt giải | Không                                                                            |
| 2004                   | Nancy Randall                               | Illinois                                    | Á hậu 2 | Không                                                                            |
| 2005                   | Lisette Diaz                                | California                                  | Không đạt giải | Không                                                                            |
| 2006                   | Brooke Angus                                | Vermont                                     | Không đạt giải | Không                                                                            |
| 2007                   | Abigail McCary                              | Minnesota                                   | Top 16 | Hoa hậu Thể thao                                                                 |
| 2008                   | Lane Lindell                                | Florida                                     | Không đạt giải | Top 25 Hoa hậu Bãi biển Top 32 Hoa hậu Siêu mẫu Nhà thiết kế trang phục đẹp nhất |
| 2009                   | Lisa-Marie Kohrs                            | California                                  | Không đạt giải | Top 20 Hoa hậu Bãi biển                                                          |
| 2010                   | Alexandria Mills                            | Kentucky                                    | Hoa hậu Thế giới | Á hậu 1 Hoa hậu Bãi biển Á hậu 2 Hoa hậu Siêu mẫu                                |
| 2011                   | Erin Cummins                                | Washington                                  | Không đạt giải | Top 36 Hoa hậu Siêu mẫu                                                          |
| 2012                   | Claudine Book                               | California                                  | Top 15 | Á hậu 2 Hoa hậu Nhân ái Top 25 Hoa hậu Tài năng Top 60 Hoa hậu Siêu mẫu          |
| 2013                   | Olivia Jordan                               | Oklahoma                                    | Top 20 | Á hậu 1 Hoa hậu Siêu mẫu                                                         |
| 2014                   | Elizabeth Safrit                            | North Carolina                              | Á hậu 2 | Hoa hậu Truyền thông Top 5 Hoa hậu Tài năng Top 32 Hoa hậu Thể thao              |
| 2015                   | Victoria Mendoza                            | Arizona                                     | Không đạt giải | Top 25 Hoa hậu Nhân ái Top 30 Hoa hậu Tài năng                                   |
| 2016                   | Audra Mari                                  | North Dakota                                | Top 11 | Top 24 Hoa hậu Nhân ái Top 24 Hoa hậu Thể thao                                   |
| 2017                   | Clarissa Bowers                             | Florida                                     | Top 40 | Không                                                                            |
| 2018                   | Marisa Butler                               | Maine                                       | Top 30 | Hoa hậu Thể thao                                                                 |
| 2019                   | Emmy Cuvelier                               | South Dakota                                | Top 40 | Top 27 Hoa hậu Tài năng                                                          |
| 2020                   | Cuộc thi không tổ chức do Đại dịch COVID-19 | Cuộc thi không tổ chức do Đại dịch COVID-19 | Cuộc thi không tổ chức do Đại dịch COVID-19 | Cuộc thi không tổ chức do Đại dịch COVID-19                                      |
| 2021                   | Shree Saini                                 | Washington                                  | Á hậu 1 | Hoa hậu Nhân ái Top 27 Hoa hậu Tài năng                                          |
| 2022                   | Cuộc thi không tổ chức                      | Cuộc thi không tổ chức                      | Cuộc thi không tổ chức | Cuộc thi không tổ chức                                                           |
| 2023                   | Victoria DiSorbo                            | Florida                                     | Không đạt giải | Nhà thiết kế trang phục đẹp nhất                                                 |
| Cuộc thi không tổ chức |                                             |                                             | |                                                                                  |
| 2025                   |                                             |                                             | |                                                                                  |

### Miss Universe-Hoa hậu Hoàn vũ
| Năm  | Hoa hậu Mỹ            | Quê quán             | Thứ hạng                                                                                      | Giải thưởng phụ                   |
| ---- | --------------------- | -------------------- | --------------------------------------------------------------------------------------------- | --------------------------------- |
| 1952 | Jackie Loughery       | New York             | Top 10                                                                                        | Không                             |
| 1953 | Myrna Hansen          | Illinois             | Á hậu 1                                                                                       | Không                             |
| 1954 | Miriam Stevenson      | South Carolina       | Hoa hậu Hoàn vũ                                                                               | Không                             |
| 1955 | Carlene King Johnson  | Vermont              | Top 15                                                                                        | Không                             |
| 1956 | Carol Morris          | Iowa                 | Hoa hậu Hoàn vũ                                                                               | Không                             |
| 1957 | Mary Leona Gage †     | Maryland             | Top 15 (bị loại khỏi cuộc thi sau khi công bố kết quả do bị phát hiện đã kết hôn và sinh con) | Không                             |
| 1958 | Eurlyne Howell        | Louisiana            | Á hậu 3                                                                                       | Không                             |
| 1959 | Terry Lynn Huntingdon | California           | Á hậu 2                                                                                       | Không                             |
| 1960 | Linda Bement          | Utah                 | Hoa hậu Hoàn vũ                                                                               | Không                             |
| 1961 | Sharon Renee Brown    | Louisiana            | Á hậu 4                                                                                       | Hoa hậu Ảnh                       |
| 1962 | Macel Wilson          | Hawaii               | Top 15                                                                                        | Không                             |
| 1963 | Marite Ozers          | Illinois             | Top 15                                                                                        | Không                             |
| 1964 | Bobbi Johnson         | District of Columbia | Top 15                                                                                        | Không                             |
| 1965 | Sue Downey            | Ohio                 | Á hậu 2                                                                                       | Không                             |
| 1966 | Maria Remenyi         | California           | Top 15                                                                                        | Không                             |
| 1967 | Sylvia Hitchcock †    | Alabama              | Hoa hậu Hoàn vũ                                                                               | Không                             |
| 1968 | Dorothy Anstett       | Washington           | Á hậu 4                                                                                       | Không                             |
| 1969 | Wendy Jane Dascomb    | Louisiana            | Top 15                                                                                        | Top 10 Trình diễn áo tắm đẹp nhất |
| 1970 | Deborah Shelton       | District of Columbia | Á hậu 1                                                                                       | Không                             |
| 1971 | Michele McDonald      | Pennsylvania         | Top 12                                                                                        | Không                             |
| 1972 | Tanya Wilson          | Nevada               | Top 12                                                                                        | Không                             |
| 1973 | Amanda Clara Jones    | Illinois             | Á hậu 1                                                                                       | Không                             |
| 1974 | Karen Morrison        | Illinois             | Top 12                                                                                        | Không                             |
| 1975 | Summer Bartholomew    | California           | Á hậu 2                                                                                       | Không                             |
| 1976 | Barbara Peterson      | Minnesota            | Không đạt giải                                                                                | Không                             |
| 1977 | Kimberly Tomes        | Texas                | Top 12                                                                                        | Không                             |
| 1978 | Judi Andersen         | Hawaii               | Á hậu 1                                                                                       | Không                             |
| 1979 | Mary Therese Friel    | New York             | Top 12                                                                                        | Không                             |
| 1980 | Shawn Weatherly       | Texas                | Hoa hậu Hoàn vũ                                                                               | Không                             |
| 1981 | Kim Seelbrede         | Ohio                 | Top 12                                                                                        | Không                             |
| 1982 | Terri Utley           | Arkansas             | Á hậu 4                                                                                       | Không                             |
| 1983 | Julie Hayek           | California           | Á hậu 1                                                                                       | Không                             |
| 1984 | Mai Shanley           | New Mexico           | Top 10                                                                                        | Không                             |
| 1985 | Laura Harring         | Sinaloa              | Top 10                                                                                        | Không                             |
| 1986 | Christy Fichtner      | Texas                | Á hậu 1                                                                                       | Không                             |
| 1987 | Michelle Royer        | Texas                | Á hậu 2                                                                                       | Không                             |
| 1988 | Courtney Gibbs        | Texas                | Top 10                                                                                        | Không                             |
| 1989 | Gretchen Polhemus     | Texas                | Á hậu 2                                                                                       | Không                             |
| 1990 | Carole Gist           | Michigan             | Á hậu 1                                                                                       | Không                             |
| 1991 | Kelli McCarty         | Nevada               | Top 6                                                                                         | Không                             |
| 1992 | Shannon Marketic      | Arizona              | Top 10                                                                                        | Không                             |
| 1993 | Kenya Moore           | Michigan             | Top 6                                                                                         | Không                             |
| 1994 | Lu Parker             | South Carolina       | Top 6                                                                                         | Không                             |
| 1995 | Chelsi Smith †        | California           | Hoa hậu Hoàn vũ                                                                               | Không                             |
| 1996 | Ali Landry            | Louisiana            | Top 6                                                                                         | Không                             |
| 1997 | Brook Lee             | Hawaii               | Hoa hậu Hoàn vũ                                                                               | Không                             |
| 1998 | Shawnae Jebbia        | California           | Top 5                                                                                         | Không                             |
| 1999 | Kimberly Pressler     | Nevada               | Không đạt giải                                                                                | Không                             |
| 2000 | Lynnette Cole         | Tennessee            | Top 5                                                                                         | Không                             |
| 2001 | Kandace Krueger       | Texas                | Á hậu 2                                                                                       | Không                             |
| 2002 | Shauntay Hinton       | Washington, D.C.     | Không đạt giải                                                                                | Không                             |
| 2003 | Susie Castillo        | Massachusetts        | Top 15                                                                                        | Không                             |
| 2004 | Shandi Finnessey      | Missouri             | Á hậu 1                                                                                       | Không                             |
| 2005 | Chelsea Cooley        | North Carolina       | Top 10                                                                                        | Không                             |
| 2006 | Tara Conner           | Kentucky             | Á hậu 4                                                                                       | Không                             |
| 2007 | Rachel Smith          | Tennessee            | Á hậu 4                                                                                       | Không                             |
| 2008 | Crystle Stewart       | Texas                | Top 10                                                                                        | Không                             |
| 2009 | Kristen Dalton        | North Carolina       | Top 10                                                                                        | Không                             |
| 2010 | Rima Fakih            | New York             | Không đạt giải                                                                                | Không                             |
| 2011 | Alyssa Campanella     | New Jersey           | Top 16                                                                                        | Không                             |
| 2012 | Olivia Culpo          | Rhode Island         | Hoa hậu Hoàn vũ                                                                               | Không                             |
| 2013 | Erin Brady            | Connecticut          | Top 10                                                                                        | Không                             |
| 2014 | Nia Sanchez           | California           | Á hậu 1                                                                                       | Không                             |
| 2015 | Olivia Jordan         | Oklahoma             | Á hậu 2                                                                                       | Không                             |
| 2016 | Deshauna Barber       | Washington, D.C.     | Top 9                                                                                         | Không                             |
| 2017 | Kára McCullough       | Washington, D.C.     | Top 10                                                                                        | Không                             |
| 2018 | Sarah Rose Summers    | Nebraska             | Top 20                                                                                        | Không                             |
| 2019 | Cheslie Kryst         | North Carolina       | Top 10                                                                                        | Không                             |
| 2020 | Asya Danielle Branch  | Mississippi          | Top 21                                                                                        | Không                             |
| 2021 | Elle Smith            | Ohio                 | Top 10                                                                                        | Không                             |
| 2022 | R'Bonney Gabriel      | Texas                | Hoa hậu Hoàn vũ                                                                               | Không                             |
| 2023 | Noelia Voigt          | Florida              | Top 20                                                                                        | Không                             |
| 2024 | Alma Cooper           | Michigan             |                                                                                               |                                   |

### Miss International-Hoa hậu Quốc tế
| Năm  | Hoa hậu Quốc tế Mỹ                          | Quê quán                                    | Thứ hạng                                    | Giải thưởng phụ                             |
| ---- | ------------------------------------------- | ------------------------------------------- | ------------------------------------------- | ------------------------------------------- |
| 1960 | Charlene Lundberg                           | Illinois                                    | Á hậu 4                                     | Không                                       |
| 1961 | Jo Ann Marie Dyer                           | Ohio                                        | Không đạt giải                              | Không                                       |
| 1962 | Carolyn Joyner                              | Kansas                                      | Á hậu 4                                     | Không                                       |
| 1963 | Joyce Bryan                                 | Florida                                     | Á hậu 3                                     | Không                                       |
| 1964 | Linda Ann Taylor                            | California                                  | Á hậu 1                                     | Không                                       |
| 1965 | Gail Karen Krielow                          | Ohio                                        | Á hậu 1                                     | Không                                       |
| 1966 | Cuộc thi không tổ chức                      | Cuộc thi không tổ chức                      | Cuộc thi không tổ chức                      | Cuộc thi không tổ chức                      |
| 1967 | Pamela Elfast                               | New Jersey                                  | Á hậu 2                                     | Không                                       |
| 1968 | Karen Ann MacQuarrie                        | California                                  | Á hậu 2                                     | Không                                       |
| 1969 | Gayle Kovaly                                | California                                  | Top 15                                      | Không                                       |
| 1970 | Randi Susan Blesener                        | California                                  | Top 15                                      | Không                                       |
| 1971 | Jacqueline Lee Jochims                      | Iowa                                        | Á hậu 3                                     | Không                                       |
| 1972 | Lindsay Bloom                               | Arizona                                     | Á hậu 4                                     | Không                                       |
| 1973 | Pia Nancy Canzani                           | Maryland                                    | Không đạt giải                              | Không                                       |
| 1974 | Karen Brucene Smith                         | Texas                                       | Hoa hậu Quốc tế                             | Không                                       |
| 1975 | Patricia Bailey                             | Virginia                                    | Á hậu 3                                     | Không                                       |
| 1976 | Susan Carlson                               | New York                                    | Á hậu 3                                     | Không                                       |
| 1977 | Laura Bobbitt                               | California                                  | Á hậu 4                                     | Không                                       |
| 1978 | Katherine Patricia Ruth                     | California                                  | Hoa hậu Quốc tế                             | Không                                       |
| 1979 | Anna Maria Rapagna                          | California                                  | Á hậu 1                                     | Không                                       |
| 1980 | Clarissa Ann Ewing                          | California                                  | Á hậu 1                                     | Không                                       |
| 1981 | Lisa Schuman                                | California                                  | Top 15                                      | Không                                       |
| 1982 | Christie Ellen Claridge                     | California                                  | Hoa hậu Quốc tế                             | Không                                       |
| 1983 | Kimberly Anne Bleier                        | California                                  | Top 15                                      | Không                                       |
| 1984 | Sandra Percival                             | Missouri                                    | Không đạt giải                              | Không                                       |
| 1985 | Sarie Joubert                               | Louisiana                                   | Á hậu 1                                     | Không                                       |
| 1986 | Cindy Williams                              | Mississippi                                 | Top 15                                      | Không                                       |
| 1987 | Paula Morrison                              | West Virginia                               | Top 15                                      | Không                                       |
| 1988 | Dana Richmond                               | Mississippi                                 | Á hậu 1                                     | Không                                       |
| 1989 | Deborah Husti                               | New Jersey                                  | Top 15                                      | Không                                       |
| 1990 | Shawna Bouwman                              | California                                  | Top 15                                      | Không                                       |
| 1991 | Kimberly Byers                              | California                                  | Không đạt giải                              | Không                                       |
| 1992 | Sandra Lee Allen                            | California                                  | Không đạt giải                              | Không                                       |
| 1993 | Lynette MacFee                              | California                                  | Không đạt giải                              | Không                                       |
| 1994 | Karen Kristie Doyle                         | Texas                                       | Không đạt giải                              | Không                                       |
| 1995 | Krista Loskota                              | California                                  | Không đạt giải                              | Không                                       |
| 1996 | Maya Yadira Kashak                          | California                                  | Không đạt giải                              | Không                                       |
| 1997 | Tanya Miller                                | California                                  | Không đạt giải                              | Không                                       |
| 1998 | Susan Paez                                  | California                                  | Không đạt giải                              | Không                                       |
| 1999 | Jennifer Glover                             | California                                  | Không đạt giải                              | Không                                       |
| 2000 | Kirstin Cook                                | Florida                                     | Không đạt giải                              | Không                                       |
| 2001 | Eleana Thompson                             | California                                  | Không đạt giải                              | Không                                       |
| 2002 | Mary Elizabeth Jones                        | California                                  | Không đạt giải                              | Không                                       |
| 2003 | Masielle Otero                              | Florida                                     | Không đạt giải                              | Không                                       |
| 2004 | Amy Holbrook                                | California                                  | Á hậu 1                                     | Không                                       |
| 2005 | Anna Ward                                   | California                                  | Không đạt giải                              | Không                                       |
| 2007 | April Strong                                | Illinois                                    | Không đạt giải                              | Không                                       |
| 2008 | Kelly Best                                  | Michigan                                    | Không đạt giải                              | Không                                       |
| 2009 | Aileen Jan Yap                              | Texas                                       | Không đạt giải                              | Hoa hậu qua điện thoại                      |
| 2010 | Casandra Tressler                           | Maryland                                    | Không đạt giải                              | Không                                       |
| 2011 | Kristen Little                              | New Mexico                                  | Không đạt giải                              | Không                                       |
| 2012 | Amanda Delgado                              | California                                  | Top 15                                      | Không                                       |
| 2013 | Andrea Neu                                  | Colorado                                    | Top 15                                      | Không                                       |
| 2014 | Samantha Brooks                             | California                                  | Không đạt giải                              | Không                                       |
| 2015 | Lindsay Becker                              | Minnesota                                   | Á hậu 4                                     | Không                                       |
| 2016 | Kaitryana Leinbach                          | North Carolina                              | Á hậu 4                                     | Không                                       |
| 2017 | Shanel James                                | Maryland                                    | Không đạt giải                              | Không                                       |
| 2018 | Bonnie Walls                                | New York                                    | Không đạt giải                              | Không                                       |
| 2019 | Ghazal Gill                                 | California                                  | Không đạt giải                              | Không                                       |
| 2020 | Cuộc thi không tổ chức do Đại dịch COVID-19 | Cuộc thi không tổ chức do Đại dịch COVID-19 | Cuộc thi không tổ chức do Đại dịch COVID-19 | Cuộc thi không tổ chức do Đại dịch COVID-19 |
| 2021 | Cuộc thi không tổ chức do Đại dịch COVID-19 | Cuộc thi không tổ chức do Đại dịch COVID-19 | Cuộc thi không tổ chức do Đại dịch COVID-19 | Cuộc thi không tổ chức do Đại dịch COVID-19 |
| 2022 | Corrin Stellakis                            | New York                                    | Không đạt giải                              | Hoa hậu Quốc tế Châu Mỹ                     |
| 2023 | Kenyatta Beazer                             | Maryland                                    | Không đạt giải                              | Hoa hậu Quốc tế Châu Mỹ                     |
| 2024 | Alysa Cook                                  | Florida                                     |                                             |                                             |

### Miss Earth-Hoa hậu Trái Đất
| Năm    | Hoa hậu Trái Đất Mỹ  | Quê quán       | Thứ hạng           | Giải thưởng phụ |
| ------ | -------------------- | -------------- | ------------------ | --- |
| 2001   | Abigail Royce        | California     | Top 10             | Không |
| 2002   | Casey Marie Burns    | California     | Không đạt giải     | Không |
| 2003   | Jessica Schilling †  | California     | Không đạt giải     | Không |
| 2004   | Stephanie Brownell   | California     | Không đạt giải     | Hoa hậu Thân thiện |
| 2005   | Amanda Kimmel        | Montana        | Top 8              | Không |
| 2006   | Amanda Pennekamp     | South Carolina | Top 16             | Top 5 Trình diễn áo tắm đẹp nhất (Nhóm Laguna) |
| 2007   | Lisa Marie Forbes    | Kansas         | Không đạt giải     | Không |
| 2008   | Jana Murrell         | Nebraska       | Top 16             | Không |
| 2009   | Amy Diaz             | Rhode Island   | Không đạt giải     | Không |
| 2010   | Danielle Bounds      | Missouri       | Top 14             | Không |
| 2011   | Nicole Kelley        | Florida        | Không đạt giải     | Không |
| 2012   | Siria Bojorquez      | Texas          | Top 8              | Huy chương bạc Phần thi "M.E. Trivia Challenge" và Phần thi "Hội thảo về môi trường" Huy chương đồng Phần thi "Press Presentation" và Phần thi áo tắm                                           |
| 2013   | Nicolle Velez        | New York       | Top 16             | Huy chương vàng Phần thi "I Love My Planet Schools Campaign" Huy chương bạc Phần thi "Hoa hậu Thân Thiện"                                                                                       |
| 2014   | Andrea Neu           | Colorado       | Á hậu 1            | Huy chương vàng Phần thi trang phục dạo biển Huy chương bạc Phần thi "Best Teacher" và Phần thi áo tắm Huy chương đồng Phần thi trang phục dạ hội                                               |
| 2015   | Brittany Ann Payne   | California     | Á hậu 2            | Huy chương vàng Phần thi "Video clip về bảo vệ môi trường hay nhất" và Phần thi "Charity Givers"                                                                                                |
| 2016   | Corrin Stellakis     | New York       | Á hậu 3 (Thay thế) | Huy chương vàng Phần thi áo tắm Huy chương đồng Phần thi "Press Presentation (Darling of the Press)"                                                                                            |
| 2017   | Andreia Gibau        | Massachusetts  | Top 16             | Huy chương bạc Phần thi "Resorts Wear Competition" Huy chương đồng Phần thi áo tắm |
| 2018   | Yashvi Aware         | Maryland       | Không đạt giải     | Không |
| 2019   | Emanii Davis         | Georgia        | Á hậu 1            | Huy chương bạc Phần thi trang phục dạ hội (Nhóm KHÔNG KHÍ) |
| . 2020 | Lindsey Coffey       | Pennsylvania   | Hoa hậu Trái Đất   | Huy chương Vàng Phần thi trang phục dạ hội (Châu Mỹ) Huy chương Bạc Phần thi áo tắm (Châu Mỹ) Huy chương Bạc Phần thi Trang phục thể thao (Châu Mỹ) Huy chương Vàng Phần thi tài năng (Châu Mỹ) |
| . 2021 | Marisa Paige Butler  | Maine          | Á hậu 1            | Huy chương Vàng Phần thi tài năng (Hát) |
| 2022   | Brielle Simmons      | Maryland       | Không đạt giải     | Huy chương Đồng Phần thi Trang phục biển (Nhóm NƯỚC) Huy chương Đồng Phần thi Trang phục dạ hội (Nhóm NƯỚC) Trang phục Sinh thái đẹp nhất (Châu Mỹ)                                             |
| 2023   | Danielle Mullins     | Kentucky       | Top 20             | Không |
| 2024   | Bea Millan-Windorski | Wisconsin      |                    | |

Do ảnh hưởng của đại dịch COVID-19, cuộc thi đã được tổ chức dưới hình thức trực tuyến.

### Miss Supranational-Hoa hậu Siêu quốc gia
| Năm  | Hoa hậu Siêu quốc gia Mỹ                    | Quê quán                                    | Thứ hạng                                    | Giải thưởng phụ                             |
| ---- | ------------------------------------------- | ------------------------------------------- | ------------------------------------------- | ------------------------------------------- |
| 2011 | Krystelle Khoury                            | California                                  | Á hậu 4                                     | Không                                       |
| 2012 | Yamile Mufdi                                | Florida                                     | Không đạt giải                              | Không                                       |
| 2013 | Kristy Abreu                                | New York                                    | Không đạt giải                              | Không                                       |
| 2014 | Allyn Rose                                  | Maryland                                    | Á hậu 3                                     | Không                                       |
| 2015 | Kelly Kirstey                               | Michigan                                    | Top 20                                      | Không                                       |
| 2016 | Alexis Sherril                              | North Carolina                              | Không đạt giải                              | Không                                       |
| 2017 | Marlene Mendoza                             | New Jersey                                  | Không đạt giải                              | Không                                       |
| 2018 | Katrina Jayne Dimaranan                     | California                                  | Á hậu 1                                     | Hoa hậu có hình thể đẹp nhất                |
| 2019 | Regina Grey                                 | Wisconsin                                   | Top 10                                      | Hoa hậu Siêu quốc gia châu Mỹ               |
| 2020 | Cuộc thi không tổ chức do Đại dịch COVID-19 | Cuộc thi không tổ chức do Đại dịch COVID-19 | Cuộc thi không tổ chức do Đại dịch COVID-19 | Cuộc thi không tổ chức do Đại dịch COVID-19 |
| 2021 | Madeleine Overby                            | Alabama                                     | Không đạt giải                              | Á hậu 1 Hoa hậu Tài năng                    |
| 2022 | Sophia Acosta                               | Florida                                     | Không đạt giải                              | Không                                       |
| 2023 | Rylee Spinks                                | Nevada                                      | Không đạt giải                              | Không                                       |
| 2024 | Jenna Dykstra                               | Minnesota                                   | Á hậu 1                                     | Không                                       |

### Miss Grand International-Hoa hậu Hòa bình Quốc tế
| Năm  | Hoa hậu Hòa bình Quốc tế Mỹ | Quê quán       | Thứ hạng                 | Giải thưởng phụ                    |
| ---- | --------------------------- | -------------- | ------------------------ | ---------------------------------- |
| 2013 | Blair Griffith              | Colorado       | Top 20                   | Không                              |
| 2014 | Sara Platt                  | South Carolina | Không đạt giải           | Không                              |
| 2015 | Laurie Petersen             | Virginia       | Top 20                   | Không                              |
| 2016 | Michelle Leon               | New York       | Á hậu 4                  | Không                              |
| 2017 | Taylor Kessler              | California     | Không đạt giải           | Không                              |
| 2018 | Paola Cossyleon             | Illinois       | Không đạt giải           | Không                              |
| 2019 | Emily Irene                 | Nevada         | Không đạt giải           | Không                              |
| 2020 | Abena Appiah                | Accra          | Hoa hậu Hòa bình Quốc tế | Top 20 Trình diễn áo tắm đẹp nhất  |
| 2021 | Madison Lynn Callaghan      | North Carolina | Không đạt giải           | Không                              |
| 2022 | Emily Rose DeMure           | Colorado       | Không đạt giải           | Không                              |
| 2023 | Sthephanie Miranda          | Ohio           | Á hậu 3                  | Top 20 Country's Power of the Year |
| 2024 | Cora Griffen                | Georgia        |                          |                                    |